# Lobaly
Lobaly (ou Lobali) est un village de l'Est du Sénégal, situé au bord du fleuve Sénégal, à la frontière avec la Mauritanie.

## Administration
Il fait partie de la communauté rurale de Bokiladji, rattachée à l'arrondissement de Orkadiere, au département de Kanel et à la région de Matam.

## Population
En 2003 Lobaly comptait 2 287 personnes et 232 ménages.

## Personnalités nées à Lobaly
- Oumar Khassimou Dia (1940-), ingénieur agronome et homme politique
- Salif Ka